# آفات المسار البصري
يتكون المسار البصري من بنى تنقل المعلومات المرئية من شبكية العين إلى الدماغ. تسبب الآفات في هذا المسار مجموعة متنوعة من عيوب المجال البصري. في النظام البصري للعين البشرية، تنتقل المعلومات المرئية المعالجة بواسطة خلايا مستقبلات الضوء الشبكية بالطريقة التالية:
شبكية العين ← العصب البصري ← التصالب البصري (هنا يعبر المجال البصري للأنف لكلتا العينين إلى الجانب الآخر) ← السبيل البصري ← النواة الركبية الجانبية ← الإشعاع البصري ← القشرة البصرية الأولية والثانوية.
يمكن أن يساعد نوع الخلل الموضعي في تحديد مكان الإصابة.

## آفات العصب البصري
يمتد العصب البصري، المعروف أيضًا باسم العصب القحفي الثاني، من القرص البصري إلى التصالب البصري. تسبب الآفات في العصب البصري عيوبًا في المجال البصري والعمى.

### الأسباب
تشمل أسباب آفات العصب البصري ضمور العصب البصري، واعتلال العصب البصري، وإصابة الرأس، إلخ.

### العلامات والأعراض
- تتسبب الآفات التي تشمل العصب البصري كله بالعمى التام على الجانب المصاب، وهذا يعني أن تلف العصب البصري الأيمن يؤدي إلى فقدان كامل للرؤية في العين اليمنى.[2]
- يسبب التهاب العصب البصري الذي يصيب الألياف الخارجية للعصب البصري رؤية نفقية.[3]
- يسبب التهاب العصب البصري الذي يصيب الألياف الداخلية للعصب البصري ورمًا عصبيًا مركزيًا.[3] إذا كشف ورم عظمي مركزي أحادي الجانب، فإن المراقبة الدقيقة للمجال البصري الزماني للعين الأخرى ضرورية لاستبعاد احتمال حدوث آفات ضاغطة عند تقاطع العصب البصري والتصالب البصري.[4]
- تشمل الأعراض الأخرى عدم وجود انعكاس مباشر للضوء، وعيوب حدقة واردة، وخلل في رؤية الألوان، وانخفاض حساسية التباين، وانخفاض عام في الحساسية البصرية، إلخ.[5]

## آفات التصالب البصري
التصالب البصري، أو التقاطع البصري، هو جزء من الدماغ حيث يتقاطع كلا العصبين البصريين. يقع في الجزء السفلي من الدماغ مباشرة أدنى من منطقة ما تحت المهاد. تُعرف العلامات والأعراض المرتبطة بآفات التصالب البصري أيضًا باسم المتلازمة التصالبية. صنفت المتلازمة التصالبية إلى ثلاثة أنواع؛ المتلازمات الشعاعية الأمامية والمتوسطة والخلفية. نوع آخر هي المتلازمة التصالبية الوحشية.

### الأسباب
يمكن تصنيف أسباب المتلازمات التصالبية إلى أشكال داخلية وخارجية. ترجع الأسباب الجوهرية إلى سماكة التصالب نفسه ويشير الخارجي إلى الضغط بواسطة بنية أخرى. الأسباب الأخرى الأقل شيوعًا لمتلازمة التصالب هي الأيض أو الصدمة أو العدوى بطبيعتها. يرتبط ضغط التصالب البصري بالورم الحميد في الغدة النخامية، الورم القحفي البلعومي، والورم السحائي... إلخ.

### العلامات والأعراض
- الآفة التي تنطوي على تصالب بصري كامل، والتي تعطل المحاور من المجال الأنفي لكلتا العينين، تسبب فقدان رؤية النصف الأيمن من المجال البصري الأيمن والنصف الأيسر من المجال البصري الأيسر.[2] يسمى هذا الخلل في المجال البصري باسم العمى النصفي الصدغي.
- متلازمة التصالب الأمامي، الآفات التي تؤثر على ألياف العصب البصري المماثل والألياف الداخلية الأنفية المقابلة الموجودة في ركبة ويلبراند تنتج ورمًا عتونيًا مفصليًا، أي مزيج من الورم العتوني المركزي في عين واحدة وخلل نصفي نصفي في العين الأخرى.[1]
- متلازمة التصالب الأوسط، الآفات التي تصيب الألياف اللاصقة في جسم التصالب تنتج عمى نصفي صدغي.[1]
- متلازمة التصالب الخلفي، الآفات التي تصيب الألياف الذيلية في التصالب تنتج عيوب المجال الصدغي المجاور للمركز. قد يحدث العمى الشقي متجانس اللفظ على الجانب المقابل عندما تشمل الآفات الشعاعية الخلفية السبيل البصري.[1]
- الآفات الجانبية الجانبية قد تنتج عمى نصفي بين الأنف.[1]
- قد ينتج عن الآفات عند تقاطع العصب البصري والتصالب ورم صدغي صدغي أحادي العين يُعرف باسم الورم العضلي الوصلي. قام طبيب العيون الإسكتلندي هنري موس تراكوير بتحديد وتسمية هذا العيب الموضعي.[5]